# Atli Sigurjónsson
Atli Sigurjónsson (Akureyri, 1 juli 1991) is een IJslands voetballer die als middenvelder speelt.
De middenvelder speelde sinds 2009 uit voor de Þór Akureyri, dat uitkwam in de hoogste divisie van het land (de Úrvalsdeild). Met zijn club degradeerde hij aan het einde van het seizoen 2011 maar behaalde als verliezend bekerfinalist wel Europees voetbal. In de zomer van 2011 speelde Atli op proef bij de Nederlandse club N.E.C.. In december 2011 tekende hij bij KR Reykjavík. Op 14 mei ondertekende Atli een contract voor drie seizoenen bij Breiðablik Kópavogur.

## Interlandcarrière
Atli speelde driemaal voor het IJslandse elftal onder 19. In september 2011 debuteerde hij voor IJsland onder 21 tegen België